# Loi de Géorgie sur les territoires occupés
Lire en ligne

Law of Georgia on Occupied Territories

La Loi de Géorgie sur les territoires occupés est la législation définissant le statut et le régime juridique des régions d'Abkhazie et d'Ossétie du Sud, deux territoires considérés par le gouvernement géorgien comme occupés depuis la guerre russo-géorgienne de 2008. Il a été adopté par le Parlement géorgien le 23 octobre 2008, moins de trois mois après la guerre, lors de la VIIe convocation de la législature, alors présidée par Davit Bakradze, et a été signée par le président Mikheil Saakachvili.

## Contenu

### Préambule
Le préambule définit la Géorgie comme un État souverain, uni et indivisible et qualifie la présence des forces armées d'un pays étranger sur le territoire géorgien sans le consentement explicite de l'État géorgien de violation de la Convention de La Haye de 1907, de la quatrième Convention de Genève de 1949 et du droit international traditionnel.

### Territoires et zones maritimes occupés
Aux fins de cette loi, les territoires occupés sont définis comme :
- les territoires de la république autonome d'Abkhazie ;
- les territoires de la région de Tskhinvali (ancien oblast autonome d'Ossétie du Sud).

La loi définit comme zone maritime occupée la partie de la mer Noire s'étendant de la rivière Psou (frontière naturelle entre la Russie et l'Abkhazie) et le fleuve Engouri, ainsi que son plateau continental, tel que défini dans la Convention des Nations unies sur le droit de la mer. La même Convention accorde à la Géorgie les droits fiscaux, sanitaires, et d'immigration dans la zone économique spéciale et le plateau continental définis par cette loi.
L'espace aérien au-dessus de ces zones est également considéré comme occupé.

### Restrictions sur la liberté du mouvement
Les étrangers et les apatrides ne sont autorisés à entrer sur les territoires de la république autonome d'Abkhazie qu'à partir de la municipalité de Zougdidi et dans la région de Tskhinvali - à partir de la municipalité de Gori. L'entrée dans les territoires occupés de toutes les autres directions est interdite aux ressortissants étrangers et aux apatrides et est punie par le Code pénal de Géorgie. Cette section interdit l'entrée dans les territoires occupés de tout lieu hors du contrôle géorgien.

### Droits fonciers
Toute transaction immobilière conclue en violation des exigences de la législation de la Géorgie dans les territoires occupés sera considérée comme nulle à partir du moment de sa conclusion et n'aura pas de conséquences juridiques. Les droits de propriété dans les territoires occupés sont protégés et réglementés par la législation géorgienne.

### Restrictions économiques
Les activités économiques suivantes sont interdites dans les territoires occupés:
- Toute activité économique (entrepreneuriale ou non) à but lucratif. Conformément à la Loi sur le registre et à la Loi sur les communications électroniques, au code maritime géorgien et au code civil géorgien, il faut obtenir une licence ou un permis, une autorisation ou un enregistrement pertinents ;
- Importation ou exportation de produits militaires et à double usage ;
- Trafic international aérien et maritime, sous réserve des dispositions de la Convention des Nations unies de 1982 sur le droit de la mer ;
- Trafic ferroviaire et transport routier international ;
- Utilisation des ressources de l'État ;
- Organisation des transferts d'argent.

La violation de ces exigences entraînera la responsabilité en vertu de la législation de la Géorgie.

### Droits de l'homme et héritage culturel
La loi appelle la fédération de Russie responsable de la violation des droits de l'homme universellement reconnus tels que définis par la Constitution de la Géorgie dans les territoires occupés, conformément aux normes du droit international. Le gouvernement géorgien est tenu de fournir périodiquement aux organisations internationales compétentes des informations sur les violations des droits de l'homme dans les territoires occupés.
La responsabilité de la protection du patrimoine culturel dans les territoires occupés de la fédération de Russie en tant qu'État engagé dans une occupation militaire est déterminée conformément aux normes et principes du droit international.

### Autoritésde facto
Tout organisme gouvernemental qui n'est pas établi (nommé ou élu) conformément à la législation géorgienne et qui exerce des fonctions législatives, exécutives ou judiciaires réservées aux gouvernements locaux reconnus par Tbilissi est illégal.
Tout acte émis par ces organes sera considéré comme nul et non avenu et n'aura pas de conséquences juridiques, à moins que ledit acte ne soit utilisé aux fins de la délivrance d'une carte d'identité neutre ou d'un document de voyage neutre conformément aux règles établies par la législation de Géorgie.

### Obligation du gouvernement géorgien
En cas de violation des exigences de cette loi, le gouvernement géorgien est tenu d'appliquer tous les mécanismes prévus par la législation géorgienne et le droit international afin de protéger les intérêts légitimes et la sécurité de la Géorgie.

## Histoire
Le 23 octobre 2008, le président Mikheil Saakachvili a promulgué la loi sur les territoires occupés adoptée par le Parlement de Géorgie.
En février 2013, il a été signalé que le gouvernement géorgien envisageait de modifier la loi qui décriminaliserait l'entrée en Abkhazie et en Ossétie du Sud à partir de territoires autres que ceux contrôlés par la Géorgie et en ferait une infraction administrative passible de sanctions financières au lieu d'une peine de prison. Le 16 mai 2013, les modifications ont été apportées à la loi sur les territoires occupés de Géorgie. Violer cette loi pour la première fois entraînera des sanctions administratives, au lieu de la persécution criminelle et de l'emprisonnement comme c'était le cas auparavant. Selon les amendements, si une personne franchit illégalement la frontière pour la première fois, elle est condamnée à une amende de 400 laris, tandis qu'une infraction répétée reste une infraction pénale pouvant aller jusqu'à un an d'emprisonnement ou une amende minimale de 800 laris.
En juillet 2013, des informations ont révélé que l'acteur français Gérard Depardieu ferait l'objet d'une enquête de la part des autorités géorgiennes pour violation de la loi. Les représentants du gouvernement géorgien ont déclaré que "Depardieu s'est rendu dans la capitale de l'Abkhazie, Sokhoumi, et a rencontré les dirigeants séparatistes de la région le 1er juillet sans consultations préliminaires avec Tbilissi".
En février 2014, le ministère des Affaires étrangères de la Géorgie a averti les visiteurs des Jeux olympiques d'hiver de Sotchi que l'entrée en Abkhazie à partir du territoire de la fédération de Russie violerait une loi internationale et que les individus franchissant les frontières non contrôlées par les douanes géorgiennes et le contrôle aux frontières ferait l’objet de poursuites de la part du système judiciaire géorgien. Cette déclaration était une réponse à la déclaration antérieure des autorités de facto de Sokhoumi selon lesquelles elles avaient simplifié les règles de visa pour les touristes cherchant à entrer en Abkhazie pendant les Jeux olympiques d'hiver via le point de passage frontalier de Psou.
Le 15 avril 2014, après l'annexion de la Crimée par la Russie, la Rada ukrainienne a adopté la loi sur la protection des droits et libertés des citoyens et le régime juridique sur le territoire temporairement occupé de l'Ukraine. La loi ukrainienne est basée sur la loi géorgienne sur les territoires occupés.

## Critiques
En 2009, la Commission pour le respect des obligations et engagements de l'Assemblée parlementaire du Conseil de l'Europe a demandé à la Commission de Venise un avis sur la Loi sur les territoires occupés de Géorgie. Le rapport de mars 2009 de la Commission a critiqué la loi géorgienne. La loi était en contradiction avec les résolutions du Conseil de sécurité de l'ONU qui liaient à la fois la fédération de Russie et la Géorgie. Le rapport indique que la loi soulève des préoccupations "concernant l'accès humanitaire aux zones touchées par le conflit". Les termes utilisés à l'article 2 contredisaient la Convention des Nations unies sur le droit de la mer de 1982 (UNCLOS). Les limitations de la libre migration "peuvent être en contradiction avec les engagements internationaux de la Géorgie". La Commission a également souligné l'obligation de la Géorgie de respecter la Convention de 1951 relative au statut des réfugiés. La commission a également critiqué le manque de clarté de la loi, affirmant que "le texte de la loi n'est pas clair". Dans ses aspects relatifs à la propriété privée (article 5), il aurait pu violer l'article 1 du premier protocole de la Convention européenne des droits de l'homme (CEDH) et le principe de proportionnalité, ainsi que violer en outre d'autres aspects de la Convention de La Haye. Une restriction et une criminalisation des activités économiques (article 6) est contraire à la règle du droit international coutumier, ainsi qu'à la quatrième Convention de Genève de 1949. La Commission a également recommandé « d'insérer une disposition de clarification » dans la loi concernant les documents de base émis par des autorités concernant le statut personnel.
En 2012, la Commission européenne a estimé que la « poursuite de l'application de la loi sur les territoires occupés » par la Géorgie était une source de préoccupation pour l'efficacité de la « stratégie d'engagement » avec les territoires séparatistes, et en 2013 a noté qu'aucun changement n'avait été apporté aux « aspects restrictifs de la loi » mais qu'elle espérait une application plus souple de la loi de la part du nouveau gouvernement de Géorgie.

## Réactions internationales

États reconnaissant l'Abkhazie et l'Ossétie du Sud.

- Azerbaïdjan - Le ministère des Affaires étrangères de l'Azerbaïdjan a publié une déclaration dans laquelle il a appelé les citoyens azerbaïdjanais à s'abstenir de se rendre en Abkhazie et en Ossétie du Sud sans l'autorisation des autorités géorgiennes et a averti que ces voyages étaient considérés comme illégaux et que les voyageurs seraient punis en conséquence. Le Ministère a également qualifié ces territoires de « territoires qui échappent au contrôle de son gouvernement ».
- Biélorussie - Le Bélarus a conseillé à ses citoyens de respecter les lois géorgiennes lorsqu'ils se rendent en Abkhazie et en Ossétie du Sud. Le ministère des Affaires étrangères du Bélarus a déclaré que les Bélarussiens ne devraient utiliser les points d'entrée que du côté géorgien. Le président indique qu'il n'a pas l'intention de reconnaître les deux nouveaux protectorats russes[10].
- Tchéquie - Le ministère tchèque des Affaires étrangères a lancé un avertissement à ses citoyens[11].
- Ukraine - Dans le cadre de l'adoption de la loi géorgienne sur les territoires occupés, le ministère des Affaires étrangères de l'Ukraine a conseillé à ses citoyens de respecter les dispositions du droit international et de refuser de traverser la frontière du côté russe[12].
- Roumanie - Le ministère roumain des Affaires étrangères a publié des directives spéciales pour ses citoyens participant aux Jeux olympiques de Sotchi. Selon les directives, voyager en Abkhazie et en Ossétie du Sud depuis la Russie sans avertissement de la partie géorgienne est interdit et puni.
- France - Le ministère français des Affaires étrangères a publié des lignes directrices à l’intention des voyageurs pour les Jeux Olympiques de Sotchi 2014. Le guide officiel du spectateur comprenait une note spéciale recommandant aux citoyens français de s'abstenir de visiter les régions géorgiennes d'Abkhazie et d'Ossétie du Sud. Le guide a déclaré qu'il s'agissait d'un crime punissable[13].
- Royaume-Uni - Le ministère des Affaires étrangères du Royaume-Uni a déconseillé tout voyage en Abkhazie et en Ossétie du Sud, déclarant que «le gouvernement britannique ne reconnaît pas les déclarations unilatérales d'indépendance faites par les autorités de facto en Abkhazie et en Ossétie du Sud[14].
- Estonie - Le ministère des Affaires étrangères de l'Estonie a averti ses citoyens que se rendre en Abkhazie et en Ossétie du Sud est illégal et passible de sanctions sans l'autorisation du gouvernement géorgien.